# برودنيك
برودنيك (التشيكية: Prudník، الألمانية: Neustadt in Oberschlesien، Neustadt an der Prudnik، اللاتينية: Prudnicium) هي مدينة في جنوب بولندا، وتقع في الجزء الجنوبي من بولندا. محافظة أوبول بالقرب من الحدود مع جمهورية التشيك. وهي المقر الإداري لمقاطعة برودنيك وغمينا برودنيك. يبلغ عدد سكانها 21,368 نسمة (2016). منذ عام 2015، أصبح برودنيك عضوًا في منظمة سيتاسلو الدولية.
تأسست المدينة في خمسينيات القرن الثاني عشر، وكانت تاريخيًا جزءًا من دوقية أوبول التي تحكمها بولندا، وبعد ذلك أصبحت تقع ضمن ملكية هابسبورغ، و بولندا، وملكية هابسبورغ مرة أخرى، و بروسيا، و ألمانيا، وفي النهاية بولندا مرة أخرى. لقد كانت ذات يوم مركزًا صناعيًا مهمًا معروفًا بتقاليد صناعة الأحذية ومؤخرًا صناعة المناشف من قبل شركة ZPB "Frotex"، وهي واحدة من أكبر الشركات المصنعة للمناشف في أوروبا. تمتلك المدينة أيضًا العديد من المعالم المعمارية والمباني التاريخية مثل قاعة المدينة الرئيسية و"برج ووك" (Wieża Woka) من القرن الثالث عشر.

## وصلات خارجية
- الموقع الرسمي